# Ruta Estatal de California 136
La Ruta Estatal de California 136, y abreviada SR 136 (en inglés: California State Route 136) es una pequeña carretera estatal estadounidense ubicada en el estado de California. La carretera inicia en el Oeste desde la US 395     en Lone Pine hacia el Este en la SR 190  hacia el Valle de la Muerte. La carretera tiene una longitud de 29 km (18 mi).

## Mantenimiento
Al igual que las autopistas interestatales, y las rutas federales y el resto de carreteras estatales, la Ruta Estatal de California 136 es administrada y mantenida por el Departamento de Transporte de California por sus siglas en inglés Caltrans.

## Cruces
Toda la Ruta se encuentra ubicada dentro del condado de Inyo.
| Localidad | Miliario | Destinos                                | Notas                            |
| --- | -------- | --------------------------------------- | -------------------------------- |
| Lone Pine | 0.00     | US 395 – Lone Pine, Bishop, Los Ángeles | Antigua concurrencia con la US 6 |
| | 17.73    | SR 190                                  |                                  |
| 1.000 mi = 1.609 km; 1.000 km = 0.621 mi Cerrada/Antigua • Terminal concurrente • Acceso incompleto • Propuesta/Sin abrir |          |                                         |                                  |